# Расонски рејон
Расонски или Росонски рејон (блр. Расонскі раён; рус. Россонский район) административна је јединица другог нивоа на крајњем северу Витепске области у Републици Белорусији.
Административни центар рејона је варошица Расони.

## Географија
Расонски рејон обухвата територију површине 1.926,87 км² и на 9. месту је по површини међу рејонима Витепске области. Граничи се са Горњодвинским рејоном на западу и Полацким рејоном на југу, те са Псковском облашћу Руске Федерације на истоку и северу.
Рељефом Расонског рејона доминирају простране равнице и мочваре Полацке низије, док се једино на истоку благо уздиже нешто више моренско Нешчардско побрђе. Територија рејона је благо нагета у смеру североисток-југозапад, са максималним надморским висинама до 224 метра (западно од села Заборје на крајњем истоку рејона).
Хидрографијом рејона доминира река Дриса са својим притокама Свољном, Нишчом и Нешчардом. Језера су бројна, а највећа су Нешчарда, Усвеча и Межава. Готово 70% површине територије је под шумама.
Клима је оштра континентална, са јануарским просеком температура ваздуха од -7,5 °C, односно јулским од 17,4 °C. Годишња сума падавина је око 583 мм, док вегетациони период траје око 182 дана.

## Историја
Рејон је успостављен 17. јула 1924. године. саставни део Витепске области је од 8. јануара 1954. године. Привремено је расформиран 1962, да би поново био успостављен 1965. године.

## Демографија
Према резултатима пописа из 2009. на том подручју стално је било насељено 11.514 становника или у просеку свега 6,0 ст/км².
| 1959.  | 1970.  | 1979.  | 1989.  | 1999.  | 2009.  | 2014.   |
| ------ | ------ | ------ | ------ | ------ | ------ | ------- |
| 18.030 | 17.094 | 16.181 | 15.349 | 15.178 | 11.514 | 10.008* |

Напомена: * према процени националног завода за статистику.
Основу популације чине Белоруси са 89,41%, а следе Руси са 8,97% и остали чине 1,62% популације.
Административно, рејон је подељен на подручје варошице Расони која је уједно и административни центар, и на 6 сеоских општина. На територији рејона постоји укупно 140 насељених места.